# Cromorno (registro d'organo)
Il cromorno è un particolare registro dell'organo.

## Struttura
Si tratta di uno dei registri ad ancia più antichi, risalente almeno al XV secolo. Nato per imitare il suono dell'omonimo strumento, si può trovare nelle misure di 8', o, raramente, 16'.
Caratteristica di questo registro è di avere risuonatori cilindrici di metà altezza rispetto ai piedi indicati: il suono, pertanto, è penetrante e leggermente nasale. Per questo motivo è stato uno dei registri preferiti dell'organaria francese, al quale sono dedicate numerose composizioni specifiche (Récit de Cromorne, Cromorne en Taille, Basse de Cromorne, Dessus de Cromorne, eccetera). Nell'organo francese il cromorno era collocato nella tastiera inferiore (Clavier du positif) per poter essere usato come registro solistico, in dialogo con i registri ad anima della tastiera principale (Clavier du grand orgue).
Il krumhorn tedesco ha una sonorità meno incisiva e meno squillante rispetto al cromorno francese.